# Igor Šarčević
Igor Šarčević, cyr. Игор Шарчевић (ur. 25 sierpnia 1984 w Nowym Sadzie) – serbski bobsleista, olimpijczyk z Vancouver.
Podczas Zimowych Igrzysk Olimpijskich 2010 w Vancouver wystartował w zawodach czwórek. Zajął w nich 18. miejsce wśród 21 sklasyfikowanych zespołów. Wraz z nim w konkursie wystąpili wówczas Vuk Rađenović, Miloš Savić i Slobodan Matijević.

## Osiągnięcia

### Igrzyska olimpijskie
| Miejsce | Data              | Miejscowość | Konkurencja | Skład zespołu                                                     | Przejazd 1 | Przejazd 1 | Przejazd 2 | Przejazd 2 | Przejazd 3 | Przejazd 3 | Przejazd 4 | Przejazd 4 | Łącznie | Strata | Zwycięzcy                                                                      |
| Miejsce | Data              | Miejscowość | Konkurencja | Skład zespołu                                                     | Czas       | Miejsce    | Czas       | Miejsce    | Czas       | Miejsce    | Czas       | Miejsce    | Łącznie | Strata | Zwycięzcy                                                                      |
| ------- | ----------------- | ----------- | ----------- | ----------------------------------------------------------------- | ---------- | ---------- | ---------- | ---------- | ---------- | ---------- | ---------- | ---------- | ------- | ------ | ------------------------------------------------------------------------------ |
| 18.     | 26–27 lutego 2010 | Vancouver   | czwórki     | Serbia Vuk Rađenović Miloš Savić Igor Šarčević Slobodan Matijević | 52,37      | 20.        | 52,40      | 17.        | 52,84      | 19.        | 52,74      | 17.        | 3:30,35 | 5,89   | Stany Zjednoczone I Steven Holcomb Steve Mesler Curtis Tomasevicz Justin Olsen |